# La Légende de Manolo
Pour plus de détails, voir Fiche technique et Distribution.
La Légende de Manolo (The Book of Life) est un film d'animation américain de Jorge Gutierrez, sorti en 2014.

## Synopsis
Mary Beth, la guide culturelle d'un musée, emmène un groupe d'élèves en retenue dans un endroit secret du musée et leur raconte avec des figurines de bois l'histoire de la ville mexicaine fictive de San Angel à partir du Livre de la Vie, qui contient toutes les histoires du monde.
Lors du Jour des morts, La Muerte, souveraine du Pays des âmes chéries, et Xibalba, souverain du Pays des oubliés, voient Manolo Sánchez et Joaquín Mondragon se battre pour l'amour de María Posada. Ils font alors un pari : si María se marie avec Manolo, Xibalba n'interférera plus dans les affaires des mortels, mais si elle se marie avec Joaquín, La Muerte et Xibalba échangeront leurs royaumes. Cependant, Xibalba triche en donnant à Joaquín la Médaille de la vie éternelle qui offre l'invincibilité à son porteur.
María est envoyée en Espagne pour devenir une jeune fille convenable après avoir libéré des animaux destinés à l'abattoir. Des années plus tard, quand María revient à San Angel, Joaquín est devenu un héros militaire avec l'aide de la médaille et les aspirations musicales de Manolo sont réprimées par son père Carlos, qui veut le voir devenir un matador comme les autres hommes de sa famille. Lors de la première corrida de Manolo, il combat le taureau mais refuse de le tuer, ce qui énerve Carlos et la foule mais impressionne María. Cette nuit-là, le général Ramiro Posada, père de María et maire de San Angel, conseille à sa fille d'épouser Joaquín pour qu'il reste dans la ville pour les protéger de Chakal, un dangereux bandit. Le même soir les bandits de Chakal débarque à San Angel pour la piller jusqu’à ce que Joaquín pour les repousser mais l’un d’entre eux à peu voir la médaille et le signal aussitôt Chakal qui décide de s’y rendre pour la prendre. María et Manolo se déclarent leur amour avant l'aube mais sont interrompus quand Xibalba leur envoie un serpent à deux têtes qui mord María et la plonge dans un profond sommeil. Dévasté devant la mort apparente de María, Manolo demande à Xibalba de le tuer afin qu'il soit réuni avec María dans la mort.
Dans le Pays des âmes chéries, Manolo retrouve sa mère et le reste de ses ancêtres. Ils voyagent jusqu'au château de La Muerte, où Xibalba, maintenant souverain du pays, leur explique le pari et révèle que María n'est pas morte car elle n'a été mordue que par une seule tête du serpent et a survécu, là où Manolo a été mordu deux fois et est mort. Furieux mais déterminé à retrouver María, Manolo voyage jusqu'à la Grotte aux esprits, où il rencontre le Chandeleur, qui veille sur les vies mortelles et garde le Livre de la Vie. Il voit dans le Livre de la Vie que l'histoire de Manolo n'est pas écrite et qu'il peut lui-même la créer, et l'emmène dans le Pays des esprits. Manolo y rencontre La Muerte dans le château de Xibalba et lui révèle la triche de son rival. Furieuse, La Muerte réprimande Xibalba avant de lui proposer un nouveau pari à la demande de Manolo : si Manolo réussit un défi que Xibalba aura choisi, il retrouvera la vie, mais s'il échoue, Manolo sera oublié et Xibalba règnera sur les deux royaumes des morts. Xibalba envoie Manolo dans une corrida contre un immense taureau composé de toutes les victimes de ses ancêtres, pensant qu'il s'agit de sa plus grande crainte.
Pendant ce temps, María, qui s'est réveillé de son sommeil, apprend la mort de Manolo et accepte à contre-cœur la demande en mariage de Joaquín. Leur mariage est interrompu par Chakal, qui mène son armée à San Angel pour récupérer la médaille de Joaquín qui lui appartint autrefois. Chakal tue Carlos qui arrive dans le monde des morts à temps pour voir le combat de son fils. Manolo, réalisant que sa plus grande crainte est d'être lui-même, refuse de combattre et chante une chanson au taureau, ce qui l'apaise et touche le cœur des âmes présentes. Impressionnées, les divinités ressuscitent Manolo et l'envoient, ainsi que sa famille, à San Angel pour protéger la ville. Manolo tombe inconscient quand Chakal s'auto-détruit, mais il est protégé par la médaille que Joaquín lui avait donné sans qu'il ne s'en aperçoive. Joaquín rend la médaille à Xibalba et décide d'être un véritable héros, tandis que Xibalba et La Muerte se réconcilient et que María et Manolo se marient.
Mary Beth finit son histoire et les enfants quittent le musée ébahis. Mary Beth et un garde de sécurité du musée se révèlent être La Muerte et Xibalba déguisés. Chandeleur apparaît et encourage le public à écrire sa propre histoire.

## Fiche technique
- Titre français : La Légende de Manolo
- Titre original : The Book of Life
- Titre québécois : Le Livre de la Vie
- Réalisation : Jorge Gutierrez
- Scénario : Jorge Gutierrez et Doug Langdale
- Direction artistique : Paul Sullivan
- Montage : Steven Liu, John Carnochan et Ahren Shaw
- Musique : Gustavo Santaolalla et Paul Williams
- Animation : Eric Burnett, Jess Morris, Travis Tohill et Vitor Vilela
- Producteur : Guillermo del Toro, Aaron Berger, Brad Booker et Carina Schulze
  - Coproducteur : Matthew Teevan et Geoffrey Scott
  - Producteur délégué : Aron Warner, Cary Granat et Chuck Peil
  - Producteur associé : Greg Lyons, Chris DiGiovanni et Heather M. Dummons
- Production : Reel FX Creative Studio et 20th Century Fox Animation
- Distribution : 20th Century Fox
- Pays de production :  États-Unis
- Langue originale : anglais
- Format : couleur - 35 mm - 2,35:1 - son Dolby numérique
- Genre : film d'animation
- Durée : 95 minutes
- Budget de production : 50 millions $[1]
- Recettes mondiales : 99 millions $[1]
- Dates de sortie[2] :
  - Tunisie : 10 octobre 2014
  - États-Unis, Canada : 17 octobre 2014
  - France, Belgique : 22 octobre 2014
  - Suisse romande : 3 novembre 2014
- Dates de sortie DVD :
  - États-Unis : 27 janvier 2015
  - France : 25 février 2015

## Distribution

### Voix originales
- Diego Luna : Manolo Sanchez
- Zoe Saldana : Maria
- Channing Tatum : Joaquin
- Christina Applegate : Mary Beth
- Ron Perlman : Xibalba
- Kate del Castillo : La Muerte
- Ice Cube : Chandeleur
- Héctor Elizondo : Carlos Sanchez
- Dan Navarro : Chakal
- Danny Trejo : Skeleton Luis
- Plácido Domingo : Skeleton Jorge

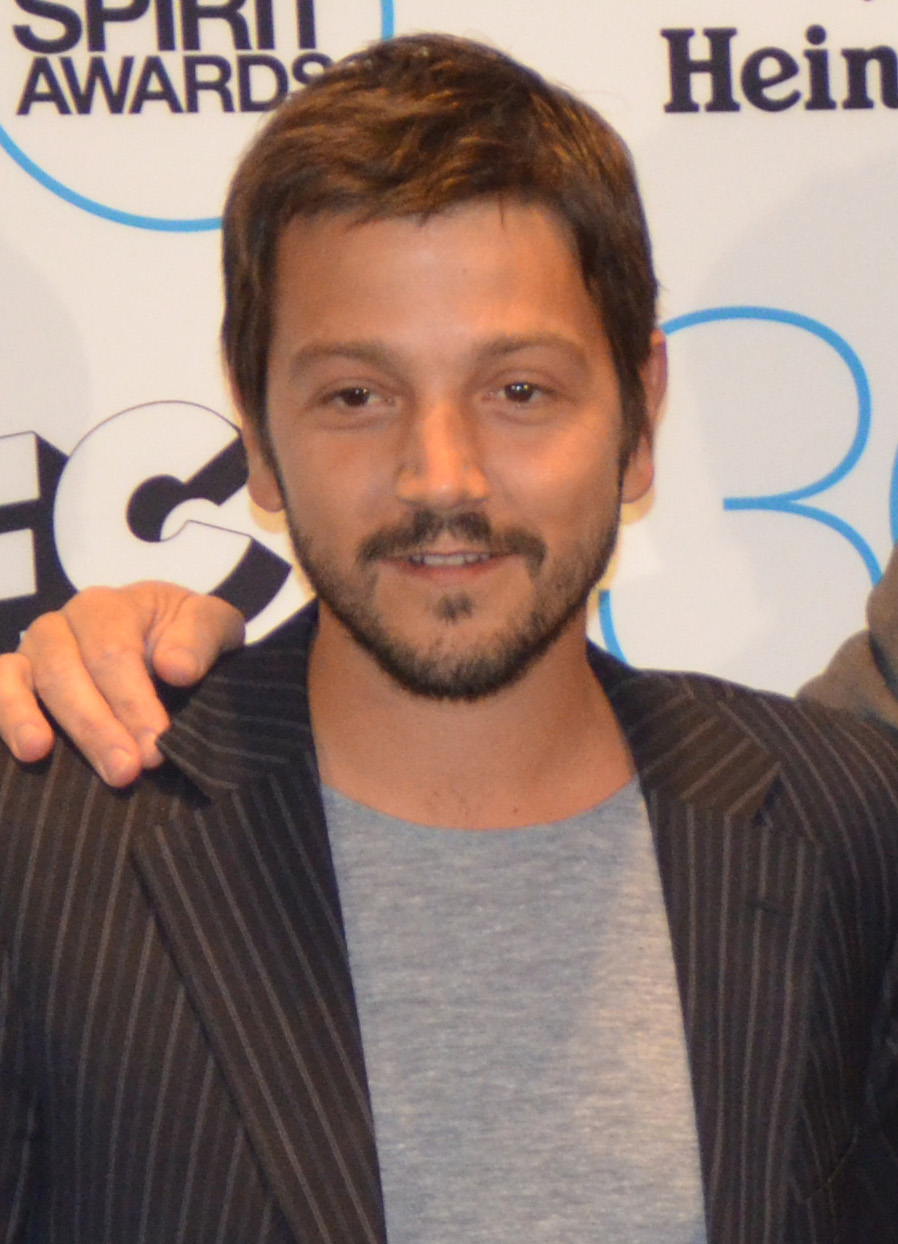
L'acteur mexicain Diego Luna double Manolo, le héros du film.

- Ana de la Reguera : Skeleton Carmen
- Cheech Marin : Pancho Rodriguez
- Gabriel Iglesias : Pepe Rodriguez
- Eugenio Derbez : Chato
- Anjelah Johnson-Reyes : Adelita
- Jorge Gutierrez : Skeleton Carmelo
- Miguel Sandoval : Capitaine du Pays du Souvenir

### Voix françaises
- Benjamin Pascal et Michaël Lelong (chant) : Manolo Sanchez
  - George de Vitis : Manolo jeune
- Ingrid Donnadieu : María
  - Lou Dubernat : María jeune
- Volodia Serre : Joaquin 
  - Théo Benhamour : Joaquin jeune
- Mélody Dubos : Mary Beth
- Philippe Dumond : Xibalba
- Emmanuelle Rivière : La Muerte
- Igor de Savitch : Carlos Sanchez
- Richard Leroussel : Pancho Rodriguez
- Michel Mella : Pepe Rodriguez
- José Luccioni : le général Ramiro Posada
- Enzo Ratsito : l'un des enfants
- Lucien Jean-Baptiste : Dieu Chambellan et Chandeleur
- Jean-Marc Charrier : le squelette de Carmelo Sanchez
- Olivier Constantin : le squelette de Jorge Sanchez
- Michel Bedetti : le squelette de Luis Sanchez
- Marie Barraud : le squelette de Carmen Sanchez
- Marc Perez : le capitaine du Pays des Âmes Chéries
- Frédéric Norbert : Chakal
- Jacques Bouanich : Raskai, l'homme de main de Chakal

Source : RS Doublage.

### Voix québécoises
- Yves Massicotte : Général Posada / Dali / Chuy
- Aline Pinsonneault : Mary Beth
- Louis-Julien Durso : Manolo, jeune
- François L'Écuyer : Maître-Bougie
- Catherine Hamann : Squelette de Carmen
- Marika Lhoumeau : La Muerte
- Pierre Chagnon : Carlos Sanchez
- Renaud Paradis : Manolo
- Yves Corbeil : Xibalba
- Catherine Proulx-Lemay : Maria
- Frédérik Zacharek : Joaquin
- Johanne Garneau : Anita
- Vincent Davy : Squelette de Luis

Source : Doublage québécois

## Production

### Musique
Albums de Gustavo Santaolalla
Telefonico
(2013) Dios de Pactos
(2015)
Singles
1. El Aparato
Sortie : 2013
2. Te Amo Y Mas
Sortie : 2013
3. Da Ya Think I'm Sexy?
Sortie : 2014
4. Kilomentros
Sortie : 2014
5. Si Te Puedes Perdonar
Sortie : 2014

En avril 2013, il est annoncé que Gustavo Santaolalla et Paul Williams écriront ensemble les chansons du film. L'album est commercialisé le 26 septembre 2014 sur iTunes et le sera en CD le 27 octobre 2014 par Sony Masterworks.
Liste des titres :
| 1.    | Live Life                            | Jesse & Joy                                    | 3:05 |
| 2.    | The Apology Song                     | La Santa Cecilia                               | 2:32 |
| 3.    | No Matter Where You Are              | Us The Duo                                     | 2:58 |
| 4.    | I Love You Too Much                  | Diego Luna & Gustavo Santaolalla               | 2:35 |
| 5.    | I Will Wait                          | Diego Luna, Joe Matthews & Gustavo Santaolalla | 1:55 |
| 6.    | Más                                  | Kinky                                          | 4:20 |
| 7.    | Cielito Lindo                        | Plácido Domingo                                | 0:25 |
| 8.    | Creep                                | Diego Luna & Gustavo Santaolalla               | 1:20 |
| 9.    | Can’t Help Falling in Love with You  | Diego Luna                                     | 0:52 |
| 10.   | The Ecstasy of Gold                  | Gustavo Santaolalla                            | 2:05 |
| 11.   | Da Ya Think I'm Sexy?                | Gabriel Iglesias & Gustavo Santaolalla         | 0:20 |
| 12.   | Just a Friend                        | Biz Markie & Cheech Marin                      | 2:49 |
| 13.   | El Aparato / Land of the Remembering | Café Tacuba & Gustavo Santaolalla              | 1:46 |
| 14.   | Visiting Mother                      | Gustavo Santaolalla                            | 1:43 |
| 15.   | Kilomentros                          | Diego Luna & Gustavo Santaolalla               | 3:22 |
| 16.   | No Matter Where You Are              | Diego Luna                                     | 1:37 |
| 17.   | Te Amo y Más                         | Diego Luna & Gustavo Santaolalla               | 2:36 |
| 18.   | Si Puedes Perdonar                   | Diego Luna & Gustavo Santaolalla               | 1:44 |
| 37:34 |                                      |                                                |      |

## Distinctions

### Nominations
- Critics' Choice Movie Awards 2015 : meilleur film d'animation
- Golden Globes 2015 : meilleur film d'animation
- Satellite Awards 2015 : meilleur film d'animation